# Lunar Strain
Lunar Strain es el primer álbum de larga duración de la banda de death metal melódico In Flames. Fue lanzado en 1994 por Wrong Again Records. Con este disco (junto a Skydancer de Dark Tranquillity y With Fear I Kiss the Burning Darkness de At the Gates) se consolida la escena del death metal melódico en 
Gotemburgo como género. A pesar de ello es un lanzamiento poco relevante para la banda ya que tiene escasa calidad de sonido y elementos como la instrumentación adicional o las vocales de Mikael Stanne de Dark Tranquillity, elementos que no se volverían a repetir en los siguientes trabajos. Guitarras por Glenn Ljungström y Jesper Strömblad, bajista Johan Larsson.

## Lista de canciones
Todas las letras escritas por Mikael Stanne, toda la música compuesta por Glenn Ljungström y Jesper Strömblad. 
| 1994 original release |                                                    |          |  |
| N.º                   | Título                                             | Duración |  |
| 1.                    | «Behind Space»                                     | 4:55     |  |
| 2.                    | «Lunar Strain»                                     | 4:05     |  |
| 3.                    | «Starforsaken»                                     | 3:10     |  |
| 4.                    | «Dreamscape» (instrumental)                        | 3:45     |  |
| 5.                    | «Everlost (Part I)»                                | 4:17     |  |
| 6.                    | «Everlost (Part II)»                               | 2:57     |  |
| 7.                    | «Hårgalåten» (instrumental; canción popular sueca) | 2:26     |  |
| 8.                    | «In Flames»                                        | 5:33     |  |
| 9.                    | «Upon an Oaken Throne»                             | 2:49     |  |
| 10.                   | «Clad in Shadows»                                  | 2:49     |  |

Relanzado en el año 1999 como 'Lunar Strain & Subterranean, en el cual se incluyeron temas de dicho EP.
| Lunar Strain – Subterranean (incluye temas del EP Subterranean) |                       |          |  |
| N.º                                                             | Título                | Duración |  |
| 11.                                                             | «Stand Ablaze»        | 4:33     |  |
| 12.                                                             | «Everdying»           | 4:23     |  |
| 13.                                                             | «Subterranean»        | 5:46     |  |
| 14.                                                             | «Timeless»            | 1:46     |  |
| 15.                                                             | «Biosphere»           | 5:07     |  |
| 16.                                                             | «Dead Eternity»       | 5:01     |  |
| 17.                                                             | «The Inborn Lifeless» | 3:23     |  |

El relanzamiento del año 2005 contó con cuatro pistas adicionales
| 2005 remastered re-release |                                                      |          |  |
| N.º                        | Título                                               | Duración |  |
| 1.                         | «Behind Space»                                       | 4:55     |  |
| 2.                         | «Clad in Shadows»                                    | 2:49     |  |
| 3.                         | «Lunar Strain»                                       | 4:05     |  |
| 4.                         | «Starforsaken»                                       | 3:10     |  |
| 5.                         | «Dreamscape» (instrumental)                          | 3:45     |  |
| 6.                         | «Everlost (Part I)»                                  | 4:17     |  |
| 7.                         | «Everlost (Part II)»                                 | 2:57     |  |
| 8.                         | «Hårgalåten» (instrumental)                          | 2:26     |  |
| 9.                         | «In Flames»                                          | 5:33     |  |
| 10.                        | «Upon an Oaken Throne»                               | 2:49     |  |
| 11.                        | «In Flames (1993 Promo Version)»                     | 5:49     |  |
| 12.                        | «Upon an Oaken Throne (1993 Promo Version)»          | 3:05     |  |
| 13.                        | «Acoustic Piece (1993 Promo Version)» (instrumental) | 0:38     |  |
| 14.                        | «Clad in Shadows (1993 Promo Version)»               | 2:47     |  |

## Créditos
- Jesper Strömblad - guitarra, batería, teclados
- Glenn Ljungström - guitarra
- Johan Larsson - bajo

Invitados
- Mikael Stanne - voz, letras
- Carl Näslund - guitarra
- Ylva Wahlstedt - viola y violines
- Jennica Johansson - voz en el tema 6
- Oscar Dronjak - voces adicionales
- Anders Iwers - guitarra en los temas 8 y 9
- Nisse B - guitarra en el tema 6

Personal técnico
- Kenneth Johansson (2017) - diseño de portada, fotografía
- Henrik Lindahl - fotografía
- Staffan Olofsson - Masterización
- Fredrik Nordström - Mezclas, ingeniería